# Борн (Ардеш)
Борн (фр. Borne) насеље је и општина у источној Француској у региону Рона-Алпи, у департману Ардеш која припада префектури Ларжантјер.
По подацима из 2011. године у општини је живело 39 становника, а густина насељености је износила 1,22 становника/km². Општина се простире на површини од 32,01 km². Налази се на средњој надморској висини од 6001 метар (максималној 1.506 m, а минималној 750 m).

## Демографија
| 1962. | 1968. | 1975. | 1982. | 1990. | 1999. | 2011. |
| ----- | ----- | ----- | ----- | ----- | ----- | ----- |
| 43    | 66    | 39    | 31    | 42    | 41    | 39    |

График промене броја становника у току последњих година